# Homeland (Geórgia)
Homeland é uma cidade localizada no estado americano de Geórgia, no Condado de Charlton.

## Demografia
Segundo o censo americano de 2000, a sua população era de 765 habitantes.
Em 2006, foi estimada uma população de 797, um aumento de 32 (4.2%).

## Geografia
De acordo com o United States Census Bureau tem uma área de 6,7 km², dos quais 6,7 km² cobertos por terra e 0,0 km² cobertos por água.

## Localidades na vizinhança
O diagrama seguinte representa as localidades num raio de 40 km ao redor de Homeland.